# Astrapior
Astrapior (Astrapia) är ett släkte med fåglar i familjen paradisfåglar inom ordningen tättingar. Släktet omfattar fem arter som alla förekommer på Nya Guinea:
- Arfakastrapia (A. nigra)
- Praktastrapia (A. splendidissima)
- Huonastrapia (A. rothschildi)
- Girlandastrapia (A. mayeri)
- Prinsessastrapia (A. stephaniae)